# 南川忠亮
南川 忠亮（みなみかわ ただすけ、1992年1月13日 - ）は、香川県高松市出身の元プロ野球選手（投手）。右投右打。

## 経歴

### プロ入り前
小学校3年生の時に野球を始め、高松市立古高松中学校では捕手としてプレー。
香川県立高松工芸高等学校では1年生の時に投手に転向し、同年の秋季大会よりベンチ入り。2年生時の第90回全国高等学校野球選手権記念大会香川大会では救援で2試合に登板した。同年秋からエースとなり。3年生時の第91回全国高等学校野球選手権大会香川大会では準々決勝までの3試合に登板して防御率0.69、準決勝の対高松商業戦で11回を投げて2失点、チームはサヨナラ負けする。
高校卒業後はJR四国に就職し、野球部に所属。3年目、第38回社会人野球日本選手権大会四国最終予選で最高殊勲選手賞を受賞。本大会では1回戦に先発登板し、3回1/3を投げ被安打6、与四死球3、奪三振1、自責点6でチームは敗退した。4年目の第39回社会人野球日本選手権大会四国最終予選では敢闘賞を受賞した。5年目の第40回社会人野球日本選手権大会四国最終予選では最高殊勲選手賞を受賞。本大会では2回戦に先発し、11回2/3を投げ被安打6、与四死球6、奪三振6、自責点0でチームは敗退した。都市対抗野球大会には4年目の第84回大会から3大会連続で出場し（第84回は四国銀行、第85回は松山フェニックスの補強選手）、計3試合で8回を投げ被安打11、与四死球11、奪三振8、自責点8、防御率9.00の成績だった。なお、第84回と第85回の四国予選で敢闘賞、第86回の四国予選では最高殊勲選手賞を受賞した。
2015年のプロ野球ドラフト会議で埼玉西武ライオンズが5巡目で指名し、契約金3000万円、年俸1000万円（金額は推定）で入団。背番号は「36」。プロ入りの時点で既婚で妻子がいる。もしドラフト会議で指名が無かったら、野球を辞めて車掌登用試験を受験するつもりだったという。

### 西武時代
2016年、4月26日に出場選手登録され、同日の対千葉ロッテマリーンズ戦の8回に2番手でプロ初登板し、1回を投げ被安打0、無失点だった。昇格後はリリーフとして4試合に登板し、計4回を3安打1失点だった。4月7日に登録抹消され、その後はシーズン終了まで二軍でプレー。二軍では37試合に登板し、4勝3敗1セーブ、防御率4.12だった。
2017年、5月30日に出場選手登録され、5月31日の対広島東洋カープ戦で今季初登板、交流戦期間中に4試合に登板し、6月19日に出場選手登録を抹消される。それ以降は一軍公式戦での登板機会は無く、二軍公式戦では40試合に登板し、2勝1敗、防御率4.25。11月23日、背番号が59に変更されることが発表された。11月25日から台湾で開催される2017アジアウインターベースボールリーグにおいて、辞退した田村伊知郎に代わって追加招集でNPBウエスタン選抜に選出された。
2018年は、わずか4試合の登板に留まり、防御率15.43と安定感を欠いた。
2019年は1試合のみの登板に終わり、10月3日に戦力外通告を受けた。

### 西武退団後
現役引退を示唆したが、周りの人の後押しもあり、再びJR四国で野球を続けることを決断。2020年からチームに復帰している。同年の第91回都市対抗には四国銀行の補強選手としてメンバー入りし、準々決勝のNTT東日本戦で救援登板した。
2021年の第46回日本選手権では2回戦のトヨタ自動車戦で先発登板すると、散発3安打に抑えて1-0の完封勝利をあげ、JR四国にとって45大会ぶりのベスト8入りに貢献した。この活躍により投手部門の優秀選手賞を受賞した。

## 選手としての特徴
スリークォーター気味の投球フォームで、直球の最速は150km/h。変化球はスライダー、フォークなどを投げる。

## 詳細情報

### 年度別投手成績
| 年 度    | 球 団    | 登 板 | 先 発 | 完 投 | 完 封 | 無 四 球 | 勝 利 | 敗 戦 | セ 丨 ブ | ホ 丨 ル ド | 勝 率 | 打 者 | 投 球 回 | 被 安 打 | 被 本 塁 打 | 与 四 球 | 敬 遠 | 与 死 球 | 奪 三 振 | 暴 投 | ボ 丨 ク | 失 点 | 自 責 点 | 防 御 率 | W H I P |
| -------- | -------- | ----- | ----- | ----- | ----- | -------- | ----- | ----- | -------- | ----------- | ----- | ----- | -------- | -------- | ----------- | -------- | ----- | -------- | -------- | ----- | -------- | ----- | -------- | -------- | ------- |
| 2016     | 西武     | 4     | 0     | 0     | 0     | 0        | 0     | 0     | 0        | 0           | ----  | 19    | 4.0      | 3        | 0           | 4        | 0     | 0        | 1        | 0     | 1        | 1     | 1        | 2.25     | 1.75    |
| 2017     | 西武     | 5     | 0     | 0     | 0     | 0        | 0     | 0     | 0        | 0           | ----  | 23    | 4.2      | 6        | 1           | 4        | 0     | 0        | 5        | 0     | 0        | 4     | 4        | 7.71     | 2.14    |
| 2018     | 西武     | 4     | 0     | 0     | 0     | 0        | 0     | 0     | 0        | 0           | ----  | 27    | 4.2      | 12       | 2           | 3        | 0     | 0        | 6        | 0     | 0        | 9     | 8        | 15.43    | 3.21    |
| 2019     | 西武     | 1     | 0     | 0     | 0     | 0        | 0     | 0     | 0        | 0           | ----  | 3     | 0.0      | 0        | 0           | 3        | 0     | 0        | 0        | 2     | 0        | 1     | 1        | ----     | ----    |
| NPB：4年 | NPB：4年 | 14    | 0     | 0     | 0     | 0        | 0     | 0     | 0        | 0           | ----  | 72    | 13.1     | 21       | 3           | 14       | 0     | 0        | 12       | 2     | 1        | 15    | 14       | 9.45     | 2.63    |

- 2019年度シーズン終了時

### 年度別守備成績
| 年 度 | 球 団 | 投手  | 投手  | 投手  | 投手  | 投手  | 投手     |
| 年 度 | 球 団 | 試 合 | 刺 殺 | 補 殺 | 失 策 | 併 殺 | 守 備 率 |
| ----- | ----- | ----- | ----- | ----- | ----- | ----- | -------- |
| 2016  | 西武  | 4     | 0     | 0     | 0     | 0     | ----     |
| 2017  | 西武  | 5     | 1     | 0     | 1     | 0     | .500     |
| 2018  | 西武  | 4     | 2     | 0     | 0     | 0     | 1.000    |
| 2019  | 西武  | 1     | 0     | 0     | 0     | 0     | ----     |
| 通算  | 通算  | 14    | 3     | 0     | 1     | 0     | .750     |

- 2019年度シーズン終了時

### 記録
- 初登板：2016年4月26日、対千葉ロッテマリーンズ4回戦（西武プリンスドーム）、8回表に2番手で救援登板、1回無失点
- 初奪三振：2016年5月1日、対福岡ソフトバンクホークス7回戦（福岡 ヤフオク!ドーム）、6回裏に中村晃から空振り三振[33]

### 背番号
- 36 （2016年 - 2017年）
- 59 （2018年 - 2019年）

### 代表歴
- 2017アジアウインターベースボールリーグ：NPBウエスタン選抜[28]